# ケンブリッジ駅
ケンブリッジ駅（ケンブリッジえき、英語: Cambridge railway station）は、東イングランドのケンブリッジ中心から南東1.6kmにある鉄道駅である。2014 - 2015年で10万人が利用し東イングランドで最多乗客数を誇る。

## 歴史

### 今後の展開

#### チェスタートン駅
チェスタートン北数マイルのケンブリッジ・サイエンス・パーク近くに新駅が建設中である。 キングズカレッジ州議会の公式発表によるとFen Lineの側線設置し、ケンブリッジシャー州案内バスやパークアンドライド、地元のステージコーチバス事業者などと連携予定である。2014年7月に建設開始し2016年12月に開業を見込んでいる。

#### テムズリンク計画
ロンドン中心部南への新路線を見込んでおり、 2014年に時刻表案が発表された。

#### 東西鉄道リンク
ケンブリッジ・ベッドフォード間の路線を修復する計画である。 2015年7月にヒッチンかサンディーの2路線を算定中と公表した。最短で2019年開業見込である。

## 接続交通
アデンブルックズ病院を含むケンブリッジ市街各地点、また市外はソーストン、サフラン・ウェルデン、ダックスフォード帝国戦争博物館、ヒストン、コットナムなどへのバス路線が利用できる。タクシー乗り場は中央入口を出た先にある。

### 駐輪場
2016年2月から2,850台を収容可能な3階建て（1階は自転車店）駐車場Cambridge Cycle Pointが駅本館北近くに開業した。